# Theodor von Elpons
Theodor Karl Gustav von Elpons (* 27. Januar 1847 in Sagan; † 16. April 1910 in Monaco) war ein preußischer Generalleutnant.

## Leben

### Familie
Er war der Sohn von Gustav von Elpons (1805–1883) und dessen Ehefrau Mathilde, geborene Hesse. Sein Vater war Herr auf Hennerwitz und herzoglich Saganscher Kammerdirektor. Sein Onkel Paul von Elpons (1826–1907) war preußischer Generalmajor.
Elpons hatte sich am 20. Oktober 1880 in Procyn mit Ernestine Schneider verheiratet.

### Militärkarriere
Nach dem Besuch der katholischen Elementarschule und des Gymnasiums in seiner Heimatstadt trat Elpons am 3. Februar 1864 als Fahnenjunker in das 1. Westpreußische Grenadier-Regiment Nr. 6 der Preußischen Armee ein. Dort wurde er am 11. Oktober 1864 zum Portepeefähnrich ernannt und ein Jahr später zum Sekondeleutnant befördert. Mit seinem Regiment nahm Elpons 1866 während des Deutschen Kriegs an den Kämpfen bei Nachod, Skalitz, Schweinschädel, Gradlitz und Königgrätz teil. Als Kompanieoffizier wurde er am 1. Oktober 1869 an die Unteroffizierschule Potsdam kommandiert und war hier auch über die Dauer des Krieges gegen Frankreich bis zum 30. Oktober 1871 tätig. Im Anschluss war Elpons in gleicher Funktion an der Unteroffizierschule Ettlingen, wurde am 9. März 1872 Premierleutnant und kehrte am 1. Oktober 1872 zu seinem Regiment zurück. Zunächst wurde er hier als Adjutant des I. Bataillons verwendet und war dann vom 20. April 1874 bis zum 14. April 1878 Regimentsadjutant. Als Hauptmann war er vom 21. April bis 16. Juni 1878 zum Stab der 10. Division kommandiert und stieg schließlich am 14. Januar 1879 zum Kompaniechef auf. Am 21. Juli 1889 folgte unter gleichzeitiger Beförderung zum Major seine Versetzung in das Colbergsche Grenadier-Regiment (2. Pommersches) Nr. 9. Ab 22. März 1891 diente er für vier Jahre als Kommandeur des I. Bataillons und wurde anschließend als Oberstleutnant und etatsmäßiger Stabsoffizier in das Kaiser Franz Garde-Grenadier-Regiment Nr. 2 versetzt.
Elpons erhielt am 20. Mai 1897 unter gleichzeitiger Beförderung zum Oberst das Kommando über das Grenadier-Regiment „Kronprinz Friedrich Wilhelm“ (2. Schlesisches) Nr. 11 in Breslau und war dann ab 18. Mai 1901 als Generalmajor Kommandeur der 78. Infanterie-Brigade in Brieg. Für seine langjährigen Verdienste erhielt Elpons am 18. Januar 1903 den Roten Adlerorden II. Klasse mit Eichenlaub. Am 22. März 1903 wurde er unter Verleihung des Charakters als Generalleutnant mit der gesetzlichen Pension zur Disposition gestellt.